# アメリケーブル・インターナショナル
アメリケーブル・インターナショナル（英語: Americable International, Inc.）は、主に海外駐留の米軍向けにケーブルテレビやインターネット、VoIP電話を提供するアメリカのケーブルテレビ会社である。

## 事業所

### 本社
- 所在地：アメリカ合衆国フロリダ州マイアミサンストリート216

### 日本国内営業所
- 横須賀営業所
- 厚木営業所
- 佐世保営業所
- 岩国営業所

## 日本国内サービス地域
- 神奈川県横浜市中区（米軍根岸住宅）
- 神奈川県厚木市（米海軍航空隊施設）
- 神奈川県逗子市（米軍池子住宅）
- 神奈川県横須賀市横須賀海軍施設
- 長崎県佐世保市佐世保基地
- 長崎県佐世保市（米軍針尾住宅）
- 山口県岩国市（米軍岩国住宅）